# 地獄釜

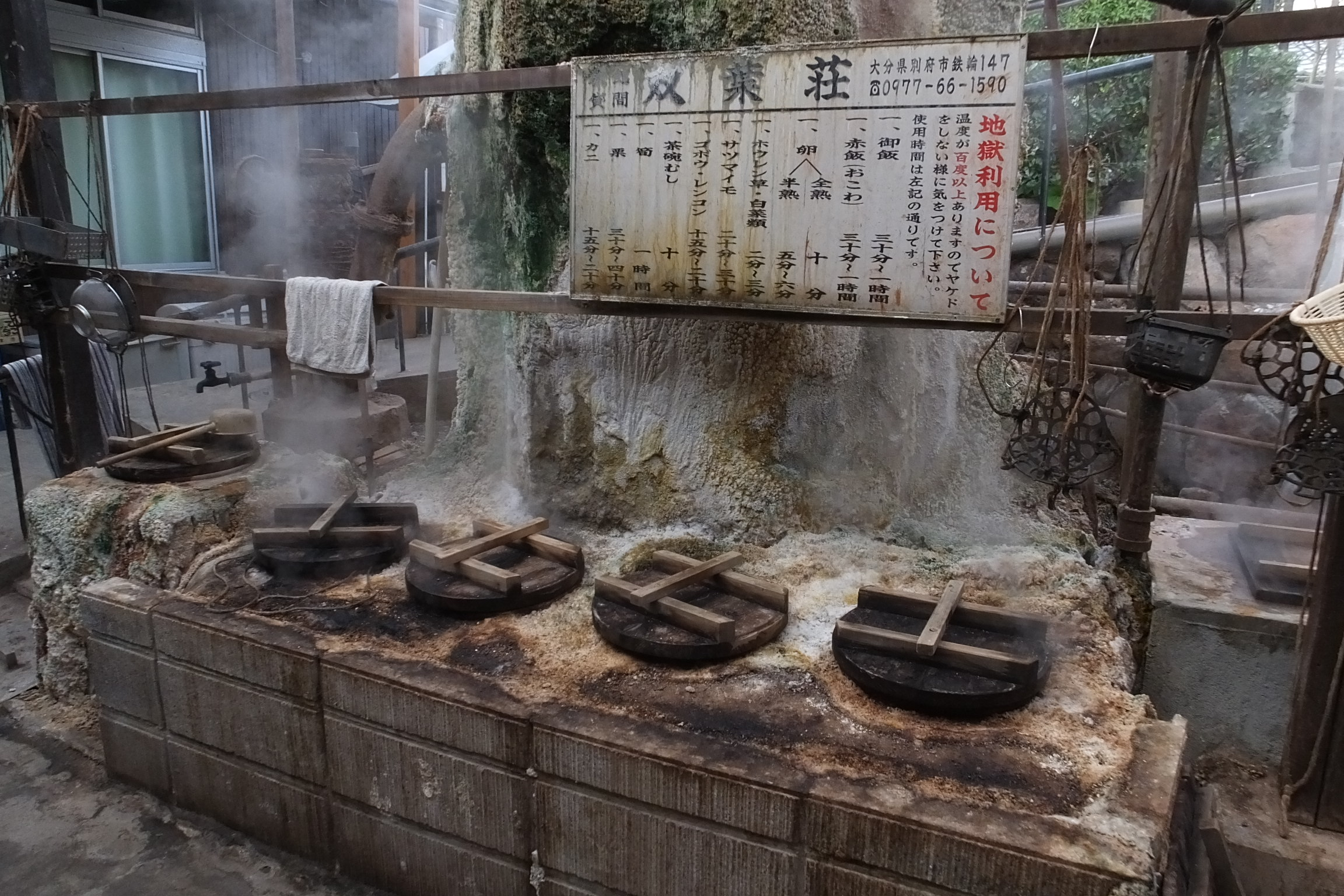
地獄蒸し（鉄輪温泉 貸間旅館双葉荘）

地獄釜（じごくがま）とは、温泉地熱料理の一種で、大分県別府市の鉄輪温泉周辺にて、地獄（高温の温泉）から噴出する蒸気熱を利用した加熱調理装置。それを利用して食材を蒸す料理法を「地獄蒸し」と呼んでいる。江戸時代から続く伝統的な調理法である。

## 概要

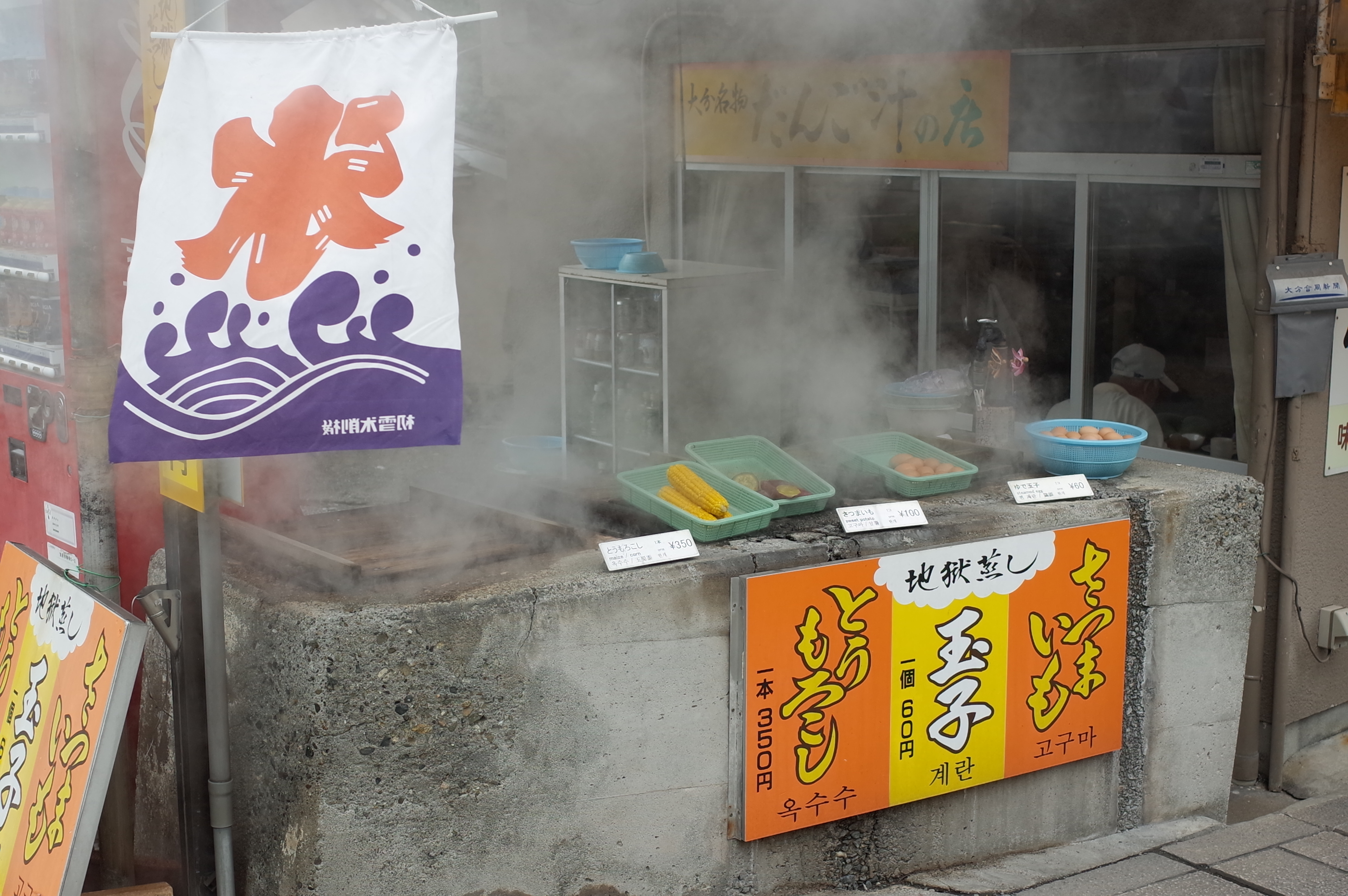
地獄釜 鉄輪温泉

全国一の湧出量を誇り、源泉温度の高い別府八湯、特に鉄輪温泉、明礬温泉周辺では、100度近い高温の温泉の蒸気を利用した調理が江戸時代から行われていた。そこから温泉の蒸気が噴き出す窯が作られ、この地方ではこれを地獄釜と呼び、この窯を利用した加熱調理のことを「地獄蒸し」と称して、米、野菜、肉、魚介類などのさまざまな食材を笊（ざる）に載せ、地獄釜から噴出する蒸気に当てて加熱調理する。塩分を含む高温の蒸気で一気に蒸すことによって、食材本来の旨味が閉じ込められるため、余計な味付けをせずとも美味であるといわれる。

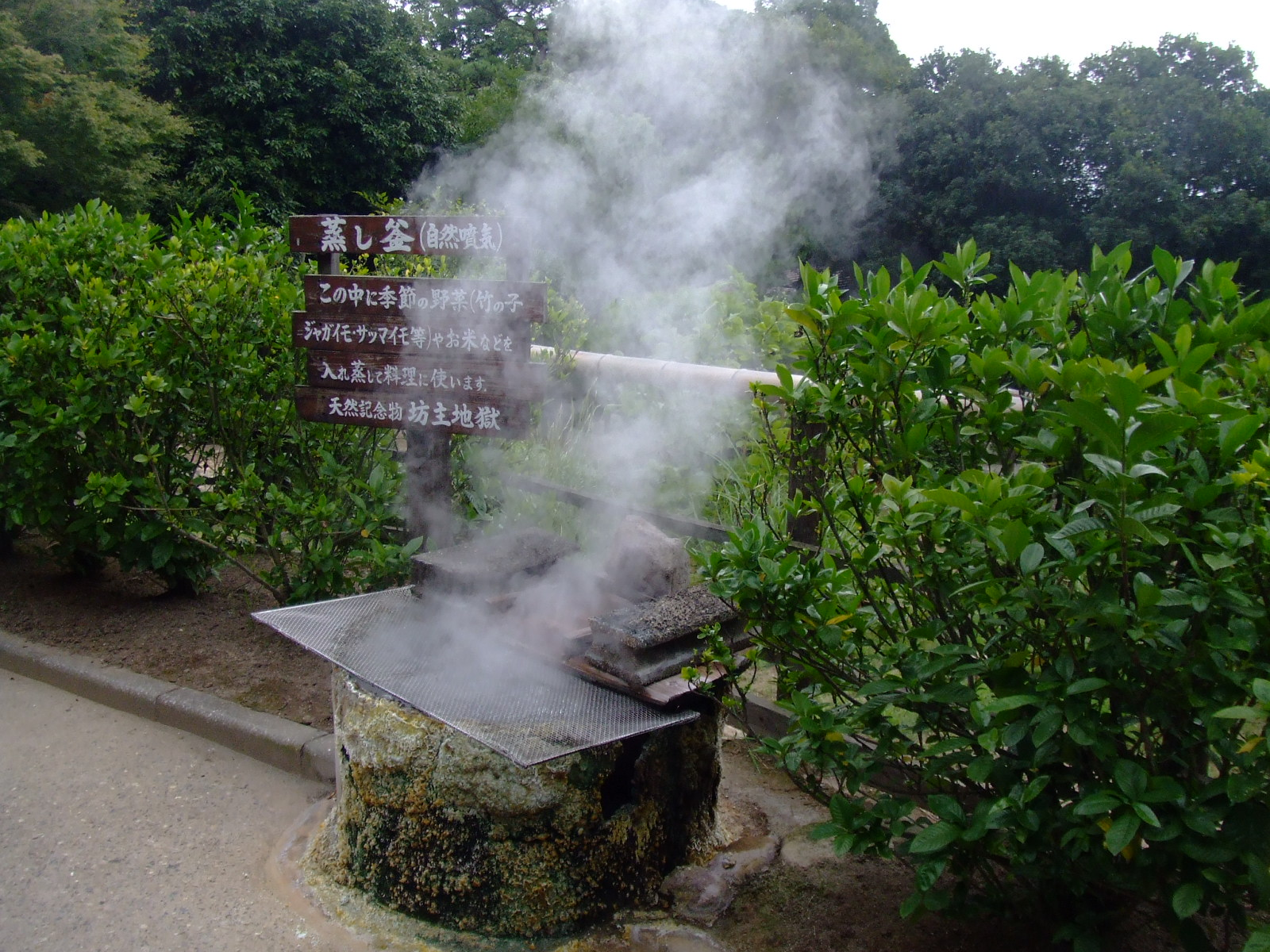
地獄釜 坊主地獄

明治時代に、自炊宿である現在の双葉荘の近く一帯は地獄原と呼ばれ、粘土のような土地で、どこを掘っても噴気が上がった。子供たちは1mばかりの青竹を土に突っ込んで噴気の穴をあけ、吹き出す噴気に近所の豆畑からとってきた大豆の枝を煮て食べたりした。サツマイモ畑からイモをとってきて蒸しイモにすることもあったことなどが、是永勉著『別府今昔』（1964年発行）に描かれている。元来、鉄輪温泉一帯は、どこもここも熱湯が自然に湧き、地獄の音が恐ろしいほどに轟く場所であったが、1276年（建治2年）にこの地を訪れた一遍上人が、温泉場らしく手入れしたといわれている。
観光地の売店などで、店頭に地獄釜が据えられているところでは、温泉卵や、プリン、いも、とうもろこし、豚まんなどを蒸して販売している。
鉄輪温泉では、今でも湯治目的で長期滞在が可能な貸間旅館が多数あるが、これらの旅館では宿泊客が自由に使える地獄釜を備えており、客はこの地獄釜で自炊をしながら長逗留する。また、食材の持ち込みも可能で手軽に地獄釜を利用できる地獄蒸し工房もある。